# 1812年9月5日日食
1812年9月5日日食为一次在协调世界时1812年9月5日出現的日偏食。該次日食食分為0.2874。新月當天（即朔日），地球上觀測到月球和太阳的角距離極小，此時月球如果恰好在月球交點附近，穿過太阳和地球之間，與地球、太阳接近一直線，則會出現日食。月球本影接觸地表而使該區域完全得不到陽光，就會形成日全食，同時在本影兩側數千公里的半影範圍內遮擋部分陽光，則形成日偏食。

## 概述
這次日食的食分是0.2874。

## 基本參數
- 類型：日偏食
- 食甚資料：
  - 日期：1812年9月5日
  - 時間：19時4分10秒
  - 地點：72N 4E
  - 食分：0.2874

## 外部連結
- NASA日食專頁（页面存档备份，存于）（英文）